# It's a Mall World
It's a mall world es una miniserie cómica original hecha exclusivamente por American Eagle Outfitters. Los 13 episodios de la serie fueron escritos por Adam Green (director/escritor de Hatchet), dirigido por Milo Ventimiglia (Las chicas Gilmore, Héroes y Rocky Balboa) y producido por Russ Cundiff para Divide Pictures. 
Los mini-episodios se esternaron el 1 de agosto de 2007 y siguieron durante los episodios de The Real World en MTV. 
La serie trata sobre las vidas y las relaciones de dos empleados de una tienda de discos, un "objeto de la perfección" bienvenido en la tienda de American Eagle a través del camino, así como de una niña psicópata que trabaja en una tienda de lencería, y un chico malo farsante desde la barra del bar del centro comercial. El elenco está compuesto por talentosos y prometedores actores, entre los que figuran Sam Huntington (Superman Returns, Veronica Mars), Dianna Agron (Shark, CSI: Nueva York, Glee), Amanda Loncar (The Loop, Ley y Orden), Deon Richmond (Hatchet, Not Another Teen Movie), y Eddie Hargitay (Neutral Ground, Freaky Links).